# Centre commercial Viisari
Le centre commercial Viisari  (finnois : Kauppakeskus Viisari) est un centre commercial situé dans le quartier de Varisto à Vantaa en Finlande.

## Le centre
Viisari est un centre commercial ouvert en 2008 dans l'est de Vantaa.
Il y a un magasin Tokmanni dans la parcelle voisine.

## Enseignes
En 2p23, les enseignes du centre sont:

### Rez-de-chaussée
- ProPatio
- OffiStore
- Kamux
- Asko
- Sotka
- Café Viisari
- Hakonen

### Premier étage
- Kalustepaikka
- Expandia
- Smartia
- Linnatuli
- Isku
- Kalustetalo Vantaa
- Matto.fi
- Mattokymppi
- Novafloor.fi
- Piscina Unishop

## Transports publics
Le  bus 335 de Myyrmäki arrive devant le centre commercial.
La gare de Vantaankoski est située à une courte distance.